# Purwinka
Purwinka – dawny zaścianek. Tereny, na których był położony, leżą obecnie na Białorusi, w obwodzie witebskim, w rejonie postawskim, w sielsowiecie Łyntupy.

## Historia
W czasach zaborów zaścianek włościański w gminie Komaje, w powiecie święciańskim Imperium Rosyjskiego. W 1905 roku liczył 11 mieszkańców, 41 dziesięcin, własność Janowicza.
W dwudziestoleciu międzywojennym zaścianek leżał w Polsce, w województwie wileńskim, w powiecie postawskim, w gminie Komaje.
W 1931 w 1 domu zamieszkiwało 8 osób.
Miejscowość należała do parafii prawosławnej w Konstantynowie. Podlegała pod Sąd Grodzki w Łyntupach i Okręgowy w Wilnie; właściwy urząd pocztowy mieścił się w Konstantynowie.